# Tour des Rondes
La tour des Rondes est un monument historique se trouvant à Lavaur, en France.

## Localisation
La tour des Rondes est située dans le département français du Tarn, sur la commune de Lavaur.

## Historique

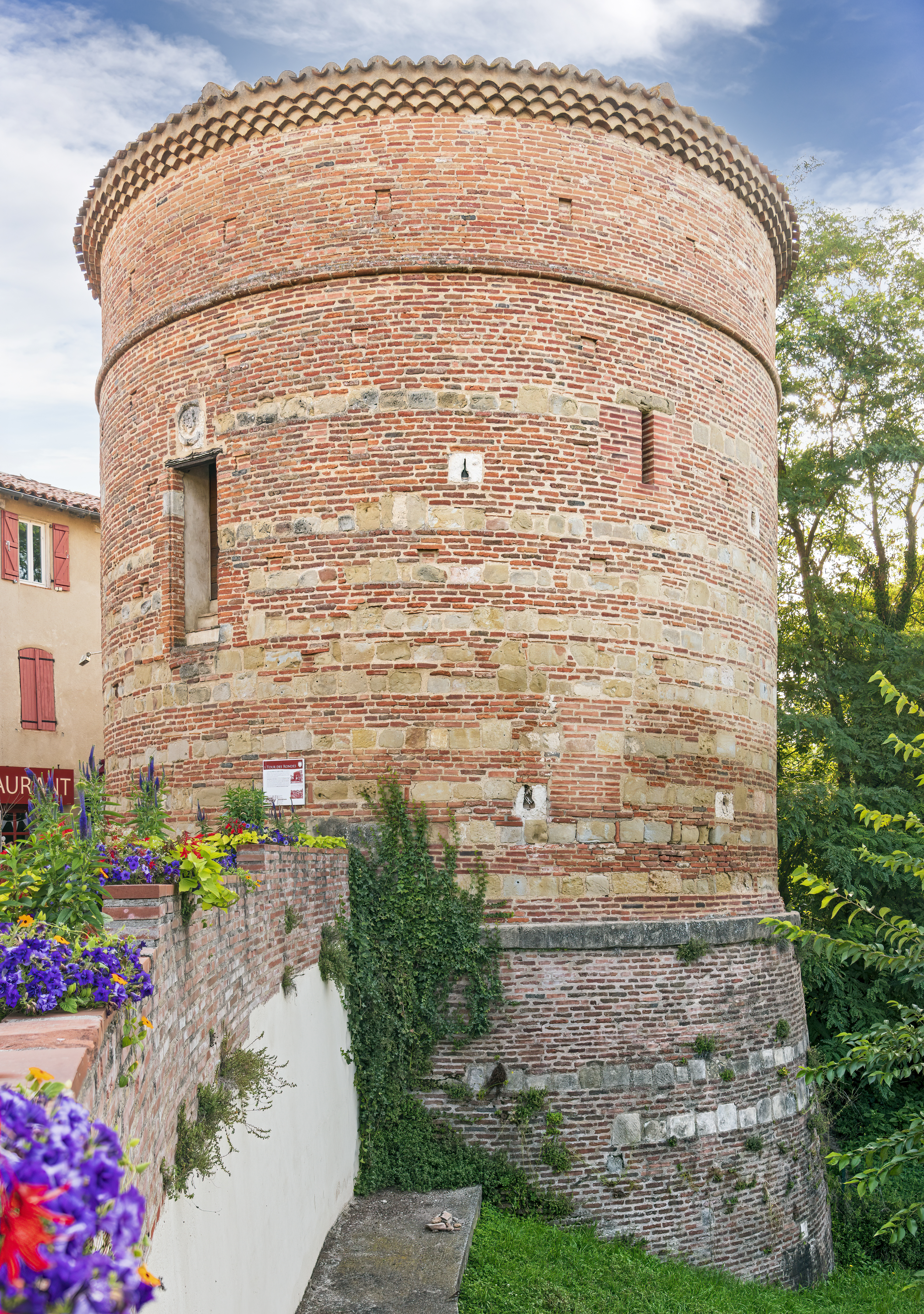
Tour des Rondes, exposition Ouest

La tour des Rondes reste le seul vestige toujours visible des fortifications de la vieille ville de Lavaur.
Tour circulaire en brique bâtie avant le XIIe siècle, elle constituait un rempart assurant, côté sud, la défense des fossés qui menaient au ruisseau du Naridelle. Ce profond ravin forçait les personnes se déplaçant entre Toulouse et Castres à traverser Lavaur, il ne sera en partie nivelé qu'à la fin du XVIIIe siècle (c'est aujourd'hui la route de Castres). Cette tour faisait ainsi partie des murailles protectrices lors du siège de Lavaur par Simon IV de Montfort et de la Croisade des Albigeois contre le Catharisme.
Le Traité de Paris (1229) met fin à la guerre entre le royaume de France et le Comté de Toulouse et prépare le rattachement définitif les pays occitans au royaume de France. Il est ordonné au comte Raymond VII de Toulouse de démanteler les murailles de plusieurs villes, dont Lavaur. Ces dernières ont été reconstruites, la cité se retrouvant vulnérable, afin de parer aux multiples attaques des troupes anglo-gasconnes du Prince Noir Édouard de Woodstock et des tentatives de pillages.
Très abîmée, la tour des Rondes a été complètement rénovée en 1627, lui conférant sa structure contemporaine, notamment les ouvertures pour mousqueterie. Dans les années 1680, il est envisagé de la transformer en « tuadou » (abattoir) mais cette idée ne sera finalement pas suivie des faits en raison d'un financement insuffisant. Elle est alors louée et devient une écurie. Elle a été baptisée « Tour du bourreau » au XIXe siècle - c'est sous ce nom qu'elle figure dans un plan d'alignement de la ville de 1809, sans doute en référence à la guillotine qui fut conservée à Lavaur lors de la Révolution française, avant d'être déplacée sur Castres.
Elle devient propriété de la commune en 1826 et servira à partir des années 1830 de « tuerie publique » des porcs, après le retrait d'autorisation de l'abattage individuel en ville, et jusqu'à ce qu'un abattoir municipal ne soit édifié en 1871 dans le quartier Saint-Roch. D'autres travaux sont effectués en juin 1879, alors qu'elle contenait les ustensiles du poids public, et la Tour est confiée à la société philharmonique. De nouvelles réparations ont été mises en œuvre entre 1986 et 1988.
La tour des Rondes accueille actuellement l’Office de tourisme de Lavaur (depuis le 1er avril 1992) et une salle d’expositions artistiques.
La tour des Rondes fait l’objet d’une inscription au titre des monuments historiques depuis le 18 février 1971.